# Robério Araújo
Robério Bezerra de Araújo (Boa Vista, 8 de dezembro de 1954) é um médico e político brasileiro que foi prefeito de Boa Vista.

## Dados biográficos
Filho de Oziel Tavares de Araújo e Neuza Bezerra de Araújo. Formado em Medicina pela Universidade Federal do Pará em 1979, estreou na vida pública ao ser eleito vereador de Boa Vista (PDS) em 1982 e em 1985 foi eleito vice-prefeito (PFL) da cidade na chapa de Sílvio Leite (PMDB) a quem serviu como Secretário Municipal de Saúde (1986-1987). Após a morte do titular em 1987 foi efetivado no cargo de prefeito sendo afastado em julho de 1988 após impugnação proferida pelo Tribunal Superior Eleitoral. No último ano de seu mandato transferiu-se para o PSDB e anos depois foi Secretário do Meio Ambiente, Interior e Justiça (1991-1994) ao longo do governo Ottomar Pinto. Eleito deputado federal em 1994, foi reeleito pelo PPB em 1998. Ele também é o proprietário da TV Cultura Roraima, afiliada da TV Cultura no estado.